# Studentenunruhen an der Universität Helmstedt

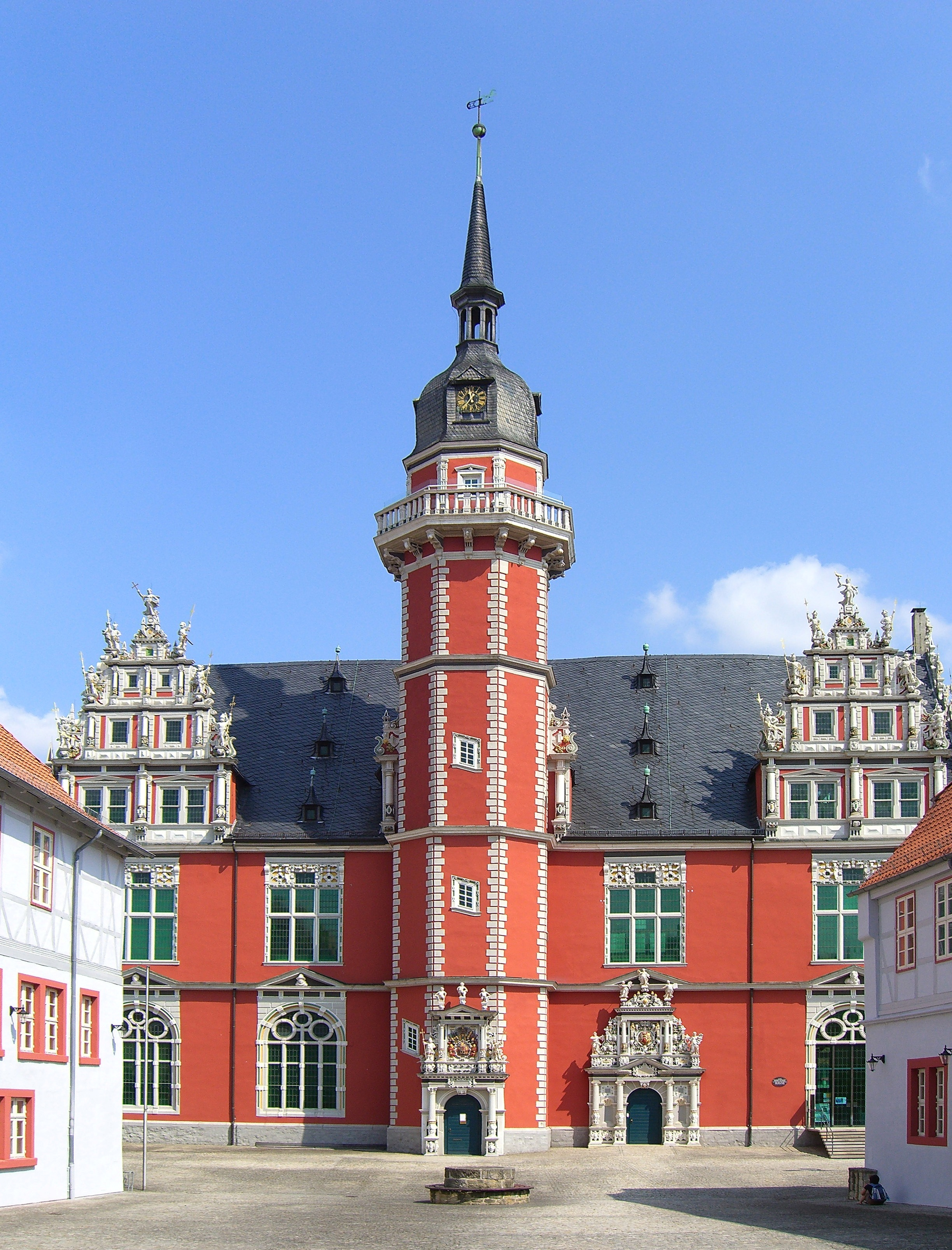
Das Juleum, Hauptgebäude der ehemaligen Universität Helmstedt

Die Studentenunruhen an der Universität Helmstedt im Winter 1790/1791 waren ein Konflikt zwischen Studenten der Universität Helmstedt und der Handwerkerschaft der Stadt Helmstedt.

## Hintergrund
Die Universität Helmstedt wurde im Jahr 1576 als erste dezidiert protestantische Universität in der Nordhälfte Deutschlands gegründet. Sie war zeitweise die drittgrößte Universität des deutschen Sprachraums. Im Verlauf der fast 250 Jahre ihres Bestehens wurden insgesamt von etwa 400 Professoren ca. 45.000 Studenten ausgebildet. Die Helmstedter Studentenschaft galt bereits Ende des 16. Jahrhunderts als besonders rüpelhaft und gewalttätig.
Der Niedergang der Universität setzte in der zweiten Hälfte des 18. Jahrhunderts ein. Vor allem mit der im Jahr 1734 gegründeten Universität Göttingen entstand eine bedeutende Konkurrenz. Die Universität Helmstedt, an der sich zu ihrer Blütezeit jährlich bis zu 500 Studenten einschrieben, wandelte sich zu einer reinen Provinzuniversität für die Einwohnerschaft des Herzogtums Braunschweig-Wolfenbüttel. Im Jahr 1795 studierten nur mehr 97 junge Männer in Helmstedt. Die letzten Vorlesungen wurden im Frühjahr 1810 gehalten.

## Verlauf
Im Verlauf des Jahres 1790 kam es zu immer heftigeren Ausschreitungen und Zusammenstößen zwischen Studenten und örtlichen Handwerksgesellen. Dabei wurde bei einer dieser Auseinandersetzungen die Herberge der Schuhmachergesellen durch die Studenten beinahe zerstört. Nach anderen Quellen waren lediglich das Zunftschild und mehrere Türen des Gildehauses von der Zerstörung betroffen. Die Regierung des Fürstentums war um Ausgleich bemüht und ließ der Schuhmachergilde einen Geldbetrag als Schadensersatz zuweisen.

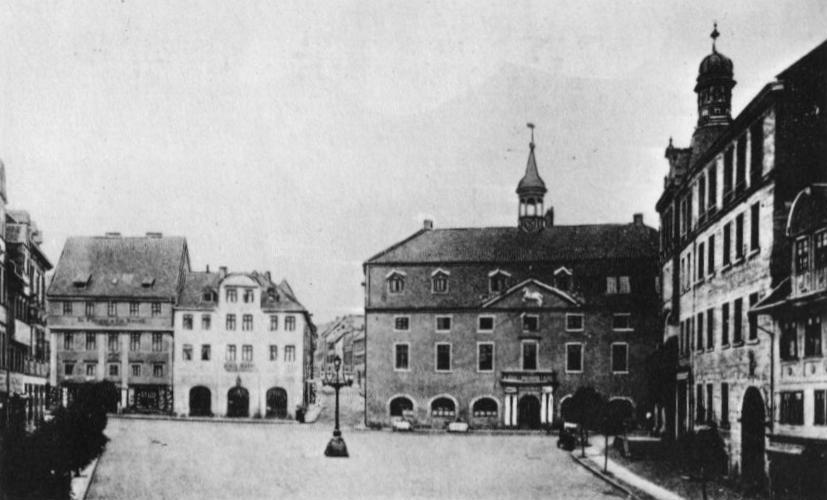
Der Markt der Stadt Helmstedt.
Schauplatz des Tumults vom 17. Februar 1791.
Aufnahme aus dem Jahr 1891 mit dem historischen Stadthaus (1903 abgerissen).

Strafrechtlich unterstanden die Studenten der akademischen Gerichtsbarkeit. Dem Senat der Universität gelang es jedoch nicht, für Ruhe zu sorgen und die Studenten zu disziplinieren. Daraufhin ließ der Helmstedter Bürgermeister Georg Fein eine Bürgerwehr bilden, die sich, mit Mistgabeln und Knüppeln bewaffnet, den Gegnern durchaus erfolgreich entgegenstellte. Es wird berichtet, dass ein Schlachtermeister den erbeuteten, abgerissenen Haarzopf eines Studenten als Trophäe zwischen seine Fleischauslage hängte.
Die Situation eskalierte am 17. Februar 1791 bei einem Tumult auf dem Markt der Stadt, als die Studentenmenge vor dem Amtssitz des Bürgermeisters Pistolenschüsse abfeuerte, Brandsätze und Kanonenschläge zündete. Anschließend verließen etwa hundert studentische Unruhestifter die Universitätsstadt. Ziel des Auszugs war das Nachbardorf Harbke, nur etwa eine Wegstunde vor den Toren Helmstedts. Harbke lag aber bereits auf preußischem Territorium und somit außerhalb der Zugriffsmöglichkeit des Fürstentums Braunschweig-Wolfenbüttel.
Von Harbke aus richteten die Studenten am 26. Februar ein schriftliches Ultimatum an die Universität, in dem sie eine Amnestie und die Bestrafung der beteiligten Schuhmacher- und Müllergesellen forderten, vor allem aber die strengste Bestrafung des Bürgermeisters. Andernfalls würden sie nicht mehr an die Universität zurückkehren. Von der Universitätsleitung wurden alle Forderungen kompromisslos abgelehnt. Ein Ersuchen auf Auslieferung der Studenten lehnten die preußischen Behörden ab, da sie sich in Preußen ruhig verhielten. Über die Ordnung in Harbke wachte ein Komitee der Studenten, zu dem z. B. auch der spätere Staatsmann, Richter und Historiker Gottfried Philipp von Bülow gehörte.
In einem weiteren Schreiben rückten die Studenten von der Forderung nach Bestrafung des Bürgermeisters ab. Das ermöglichte Bürgermeister Fein, nach Harbke reisen zu können, um infolge der festgefahrenen Positionen als Unterhändler im Streit zu vermitteln. Gleichzeitig wirkte die herzogliche Regierung auf die Universitätsleitung ein und drängte auf eine schonende Behandlung der Studenten im Fall ihrer Rückkehr. Am 1. März 1791 richteten die Studenten einen Brief an den Bürgermeister, in dem sie „nach reiflicher Überlegung“ zusicherten, seinem Rat zu folgen. Am Folgetag kehrten sie in die Universitätsstadt zurück.
Für die Universität Helmstedt blieb dieser Studentenauszug der einzige ihrer Geschichte. Erneute Gewalttätigkeiten zwischen Studenten und Handwerkern in Helmstedt wurden aber schon wieder im Jahr 1792 überliefert.